# Giovanni Burnacini

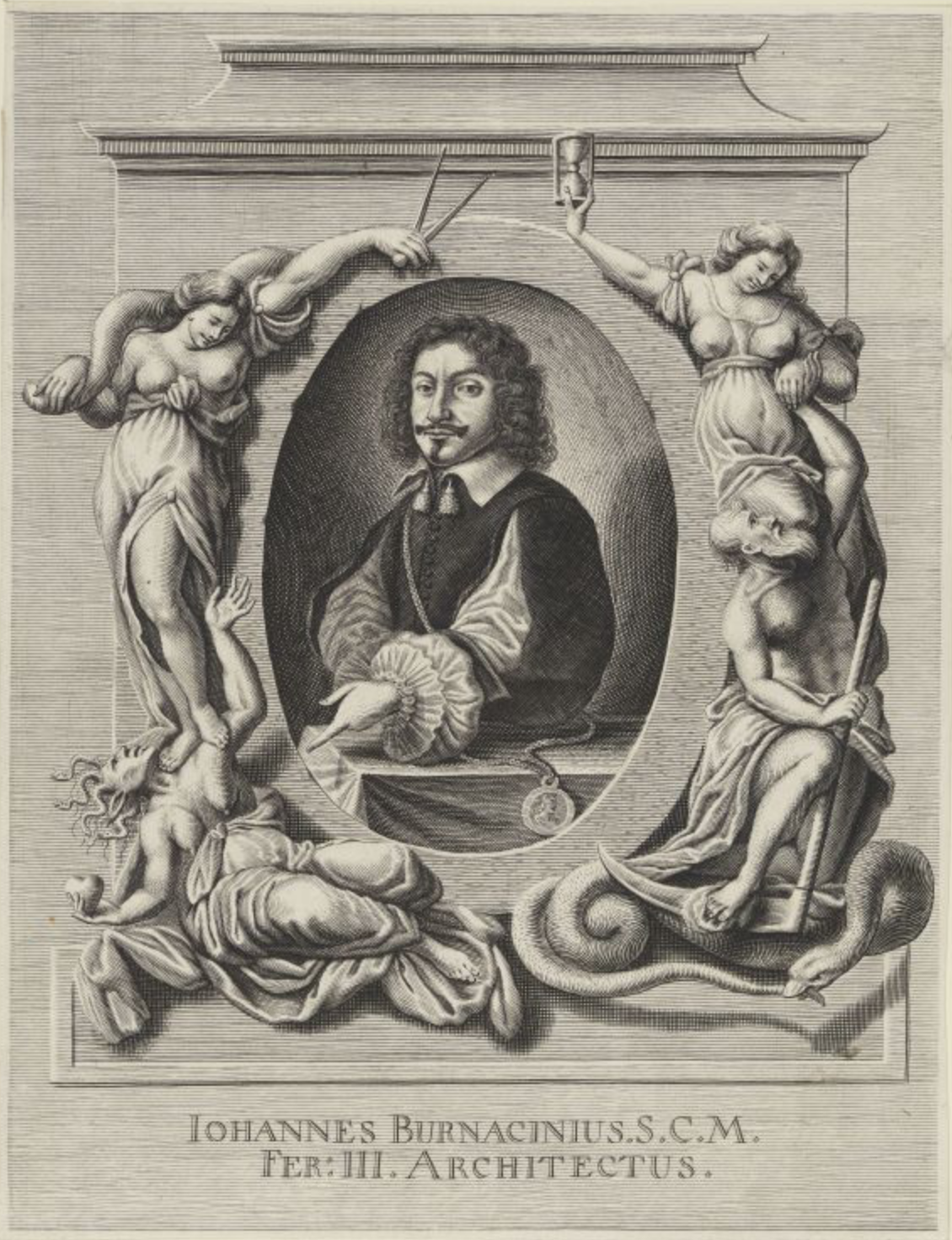
Bildnis des Giovanni Burnacini aus dem Jahr 1653

Giovanni Burnacini (auch Iohannes Burnacinius) (* 1609 in Cesena; † 21. Juli 1655 in Wien) war ein italienischer Theaterarchitekt und Bühnenbildner.

## Leben
Der Vater Giovannis und Stammvater der Familie Burnacini war der Artillerist („Bombardino“) Lodovico aus Cesena, der eine nicht weiters identifizierte Giustina heiratete.
Vater Lodovico und Mutter Giustina brachten fünf Kinder auf die Welt: Francesco, Giovanni, Santa, Marcantonio und Nicola.
Giovanni heiratete um 1630 eine gewisse Grazia. Aus ihrer Ehe gingen fünf Kinder hervor: Giustina, Costanza, Giacomo und Antonio Felice und Lodovico Ottavio, der ebenfalls Architekt wurde.

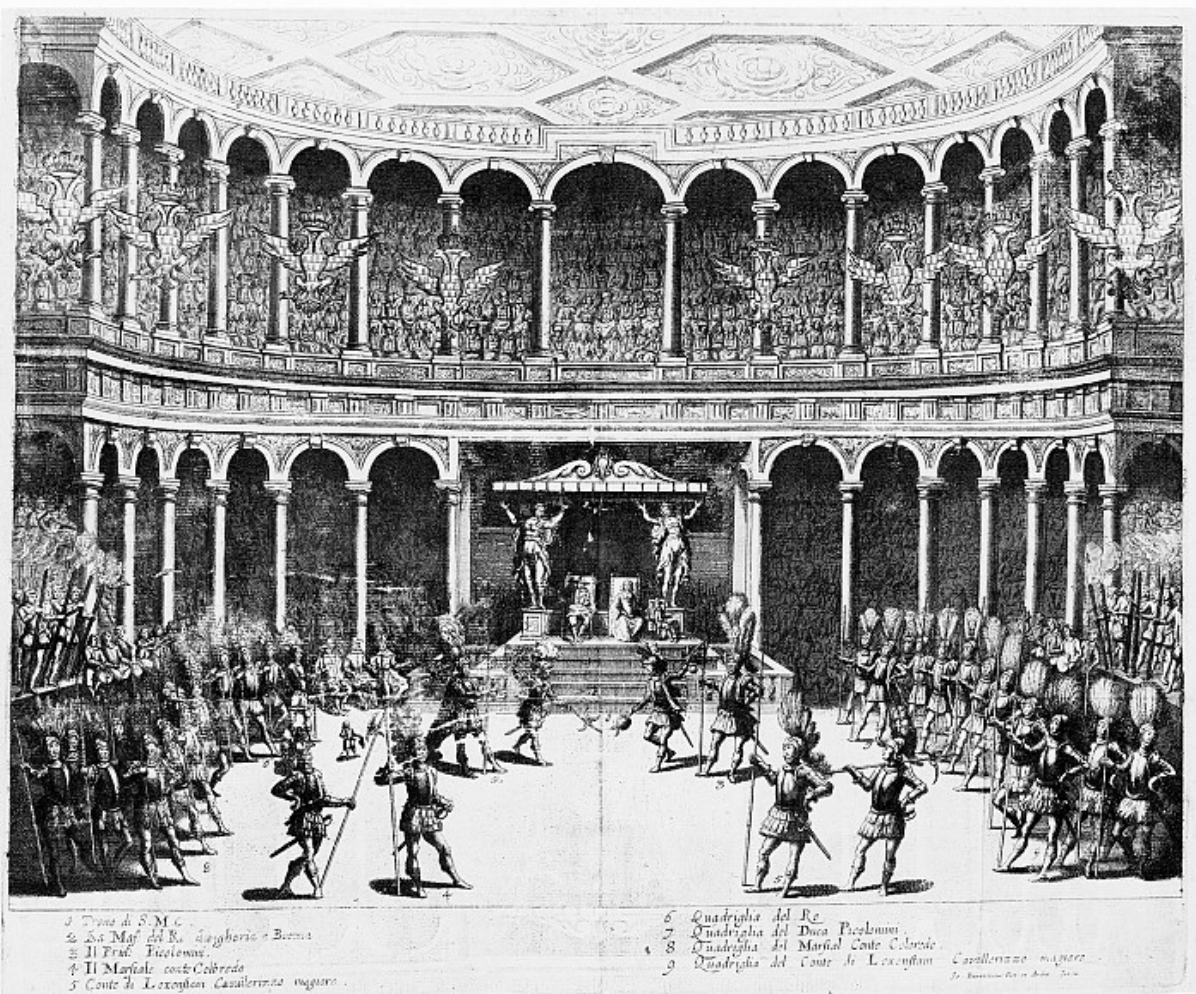
Szene aus Antonio Bertalis Oper „La Gara“ (1652) im neu eröffneten Theaterbau von Giovanni Burnacini

Giovanni entwarf und erbaute anfangs in Mantua Bühnenausstattungen und begab sich um 1640 nach Venedig.
Danach errichtete er 1642 in Ferrara im Hof des Palazzo Pubblico ein provisorisches Theater mit vier Rängen auf dem Le pretensioni del Tebro e del Po von Benedetto Ferrari inszeniert wurde, ein Turnierfest des Kardinals Alessandro Pius von Savoyen.
Im selben Jahr baute er in Venedig auf der Piazzetta von San Marco einen Apparat zum Fest der Jungfrau Maria.
1641 schuf er am Teatro Santi Giovanni e Paolo für die Oper Le nozze di Enea con Lavinia von Claudio Monteverdi (Libretto: Giacomo Badoaro) die Bühnenbilder und die Bühnentechnik, 1642 entstand selbige für die Monteverdi-Opern L’incoronazione di Poppea und Gli amori di Giasone e Isifile (Libretti: Giovanni Francesco Busenello), Narciso ed Eco immortalati (Libretto: Orazio Persiani).
Im Jahre 1643 arbeitete er dort als Bühnenbildner und Impresario für die Oper La finta savia von Benedetto Ferrari.
Danach ist er dort erst wieder für die Oper Gli amori di Alessandro Magno e di Rossane von Francesco Lucio (Libretto: Giacinto Andrea Cicognini) tätig, welche 1651 aufgeführt wurde, aktenkundig.
Während seiner Zeit am Teatro Santi Giovanni e Paolo baute er ab 1648 im Hof der Casa Bellogno noch das kleine Theater Teatro Apostoli, welches am 1. November 1649 mit der Oper Orontea von Francesco Lucio (Libretto: Giacinto Andrea Cicognini) eröffnet wurde, wozu Burnacini wahrscheinlich die Bühnenbilder schuf.
Seit 1651 waren er und sein Bruder Marcantonio als Theaterarchitekten von Ferdinand III. nach Wien verpflichtet worden. Mit Giovanni trat auch sein Sohn Lodovico Ottavio in kaiserliche Dienste.

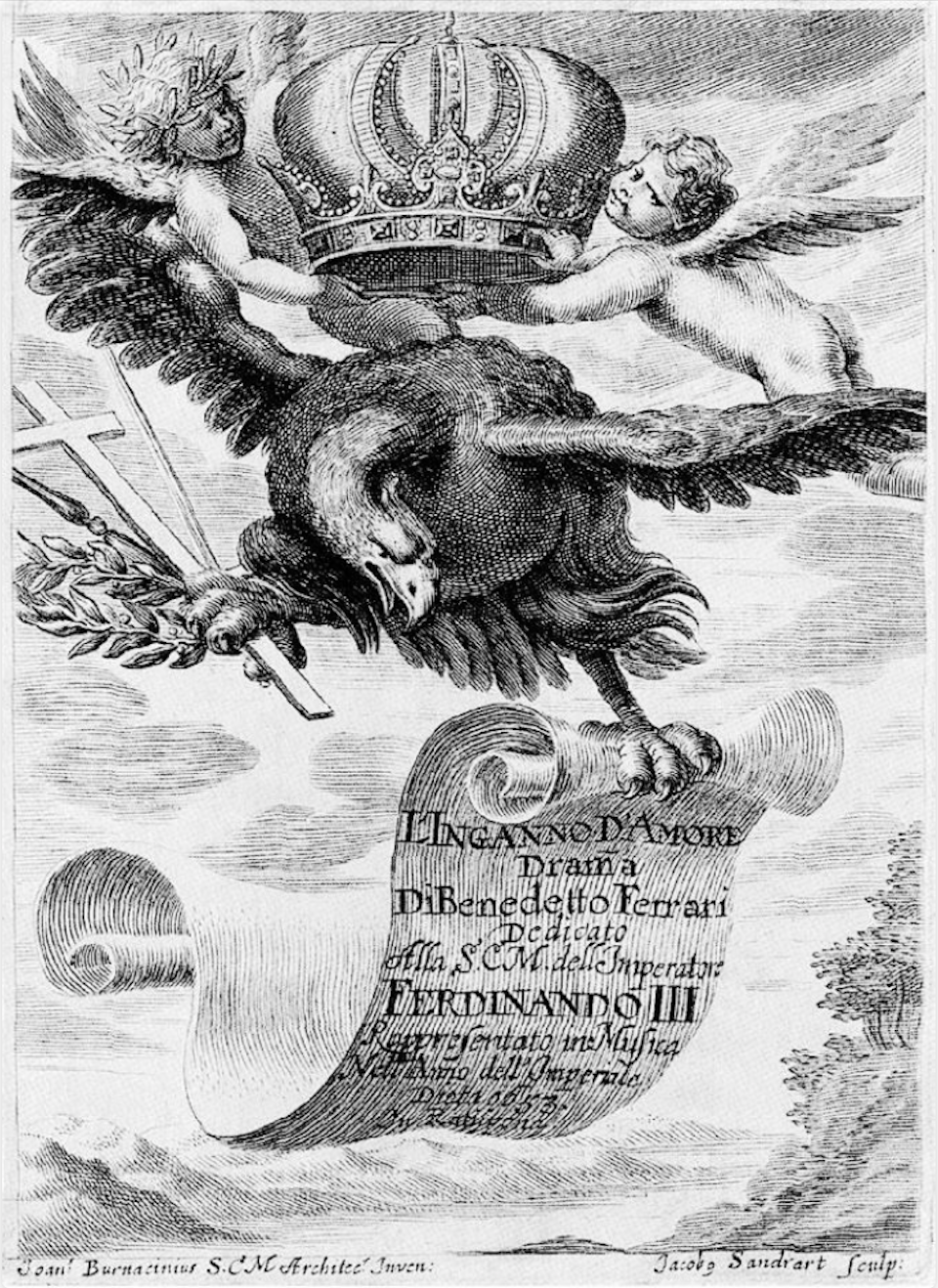
Titelblatt zur Oper L’Inganno d’Amore 1653 gezeichnet von Burnacini

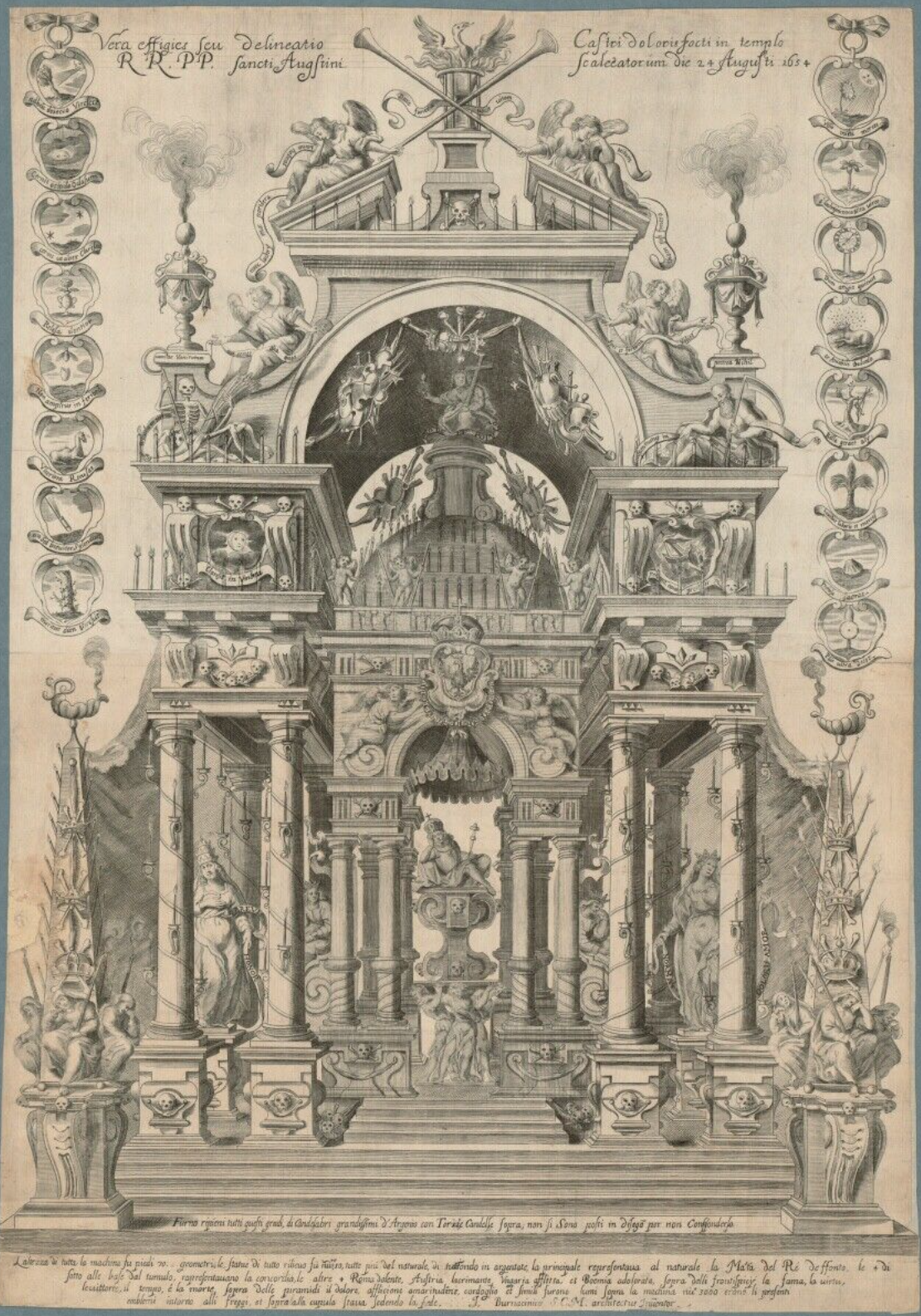
Castrum doloris für Ferdinand IV. von 1654 (Entwurf von Giovanni Burnacini)

Im Jahre 1651/1652 errichtete er das älteste freistehende Theatergebäude Wiens, welches auch das erste Theater Wiens mit Kulissensystem war. Das zu hoff erpaute Theatrum war ein hölzerner Theaterbau, der im Januar 1652 mit der Oper La Gara (Musik: Antonio Bertali, Libretto: Alberto Vimina), anlässlich der Geburt der Infantin Margarete von Spanien, eröffnet wurde.
Auch wurde 1659 auf dem Tummelplatz in Wien (Reitplatz mit dem heutigen Josephsplatz identisch) ein hölzerner Theaterbau errichtet, der zuvor 1653 in Regensburg für die Krönungsfeierlichkeiten Ferdinands IV. von Giovanni Burnacini aufgebaut worden war, danach sofort abgebaut, per Schiff nach Wien verbracht und im kaiserlichen Arsenal bis zum Wiederaufbau eingelagert wurde. Auch das Titelblatt der Regensburg aufgeführten Oper L'Inganno d'Amore von Antonio Bertali (Libretto: Benedetto Ferrari) entwarf Burnacini.
Eines seiner letzten Werke ist der Entwurf für ein 1654 gefertigtes Trauergerüst (Castrum doloris) anlässlich der Begräbnisfeierlichkeiten Ferdinands IV.